# Pascal Ojigwe
Pascal Karibe Ojigwe (* 11. Dezember 1976 in Aba) ist ein ehemaliger nigerianisch-deutscher Fußballspieler. Im Jahr 2004 nahm er nach zehn Jahren in Deutschland zudem die deutsche Staatsbürgerschaft an. Seine Karriere beendete er nach der Saison 2006/07.

## Karriere

### Verein
Ojigwe war sowohl im Mittelfeld als auch in der Abwehr tätig. Seine Karriere begann er beim Enyimba FC in Nigeria. 1995 holte der 1. FC Kaiserslautern den jungen Nigerianer nach Deutschland. In seinen vier Jahren in der Pfalz kam der Mittelfeldspieler sechs Mal bei den Profis zum Einsatz und gewann mit dem Club 1998 die deutsche Meisterschaft. 1999 wechselte er auf Leihbasis zum damaligen Zweitligisten 1. FC Köln, wo er sofort zum Stammspieler wurde und großen Anteil am Aufstieg in die 1. Bundesliga hatte. Doch machte er mit seinen herausragenden Leistungen andere Vereine aus der 1. Bundesliga auf sich aufmerksam. Obwohl die Kölner ihn gerne behalten hätten, entschied sich Ojigwe für Bayer 04 Leverkusen, die ihn für 2,1 Millionen Euro Ablöse verpflichteten. Aufgrund seiner Zeit bei Bayer stehen auf Ojigwes Erfolgsliste auch der zweite Platz in der 1. Bundesliga, dem DFB-Pokal und der Champions League – alle im Jahr 2002.
Er konnte sich dort allerdings in drei Jahren nicht durchsetzen, wechselte 2003 zu Borussia Mönchengladbach und ein Jahr später nach München zum TSV 1860, wo er aber ebenfalls kaum spielte. Der zum 30. Juni 2006 auslaufende Vertrag wurde auf Grund einer Knieverletzung nicht verlängert und Ojigwe kehrte für ein Jahr zu seinem Heimatverein Enyimba FC zurück, bevor er 2007 seine Karriere beendete.

### Nationalmannschaft
Ojigwe spielte schon in der U-17-Nationalmannschaft Nigerias und holte mit dieser die Weltmeisterschaft 1993, bei der er alle sechs Partien zusammen mit Wilson Oruma im defensiven Mittelfeld absolvierte. Später bestritt er auch 17 Spiele für die A-Nationalmannschaft, darunter zwei beim Africa Cup of Nations 2002 in Mali, wo Nigeria den dritten Platz belegte.

## Statistik
Insgesamt bestritt Ojigwe 42 Spiele in der 1. Bundesliga, 34 Spiele in der 2. Bundesliga, acht Spiele im DFB-Pokal, ein Spiel im DFB-Ligapokal sowie neun Spiele in der Champions League. Seine einzigen beiden Tore in Deutschland erzielte er während seiner Zeit beim 1. FC Köln in der 2. Bundesliga beim 6:3 gegen den FC St. Pauli. In seiner Vereinskarriere in Deutschland erhielt er insgesamt zehn Gelbe und eine Rote Karte.

## Erfolge
- Deutscher Meister mit dem 1. FC Kaiserslautern 1998
- Champions-League-Finalist mit Bayer 04 Leverkusen 2002
- Deutscher Vizemeister mit Bayer 04 Leverkusen 2002
- DFB-Pokal-Finalist mit Bayer 04 Leverkusen 2002
- U-17-Weltmeister mit Nigeria 1993
- Dritter Platz beim Africa Cup of Nations 2002 mit Nigeria

## Familie
Seine Brüder Bright (* 1981) und Isaac (* 1981) waren ebenfalls als Fußballspieler in Deutschland aktiv, brachten es jedoch nicht über die höchste Amateurstufe hinaus.